# 聯合國安全理事會第70號決議
《聯合國安理會70號決議》是1949年3月7日在聯合國安全理事會第415次會議通過的。這項決議請求聯合國秘書長通知安理會一切關於託管事務的報告及請願，同時亦請求聯合國託管理事會向安理會提交關於託管對戰略區域政治、經濟、社會和教育事務上影響的報告和提議。
該決議在埃及、烏克蘭蘇維埃社會主義共和國和蘇聯棄權下，以8票對0票通過。

## 外部連結
- 70號決議全文